# Hogar dulce hogar (Chile)
Hogar dulce hogar fue un programa de radioteatro chileno, el cual se hizo popular en los años 40. El contenido constaba en la recreación de escenas cotidianas de las familias chilenas, donde su protagonista era Don Celedonio.

## Historia

### Sus inicios
Fue creado por Eduardo de Calixto en un café de Santiago, donde comenzó a escribir en una servilleta lo que sería una de los programas de radioteatro más exitosos en Chile, el cual se mantuvo al aire por más de 40 años. Las familias chilenas escuchaban durante la hora de almuerzo estas historias.

### Llegada a la radio
En agosto de 1943, en la ya desaparecida Radio O'Higgins, inició el programa “Escenitas conyugales”, donde participaba Celedonio Menares (Eduardo de Calixto).
Años después el programa se mudó a la Radio del Pacífico, donde la historia pasó a llamarse “Hogar dulce hogar”. 
A partir de 1960 nuevamente las vivencias de don Celedonio, se cambiaron de sintonía , esta vez a la Radio Portales.

## Contenido
Su contenido trataba acontecimientos cotidianos que le podían ocurrir a cualquier familia común y corriente, donde su protagonista era don Celedonio, el cual se caracterizaba por ser mujeriego y gracioso, además era interpretado por su escritor Eduardo de Calixto.
La historia se desarrollaba en la pensión del personaje principal, donde ocurrían todas las aventuras y desventuras cómicas.

## Retorno
En diciembre de 2016 se llevó a cabo un ensayo para la vuelta del programa “Hogar dulce hogar”, el cual fue estrenado el 18 del mismo mes, en Radio Nacional. Esta fue una renovación del espacio después de más de 30 años de ausencia en las radios chilenas.

## Otros programas
También durante los años 40, Eduardo de Calixto creó el programa “Pinceladas de Actualidad”, el cual incluía las secciones “Las picardías de Copucha, el colegial”.
Además durante su estadía en Radio del Pacífico, De Calixto llevó a cabo programas de concurso, estos eran “Quien tiene la razón” y “Hasta quemarse los dedos”.